# Колесники (Акатовське сільське поселення)
Колесники (рос. Колесники) — присілок Гагарінського району Смоленської області Росії. Входить до складу Акатовського сільського поселення.
Населення — 15 осіб (2007 рік). 